# フランケンシュタインの幽霊
『フランケンシュタインの幽霊』（フランケンシュタインのゆうれい、原題: The Ghost of Frankenstein）は1942年、アメリカのユニバーサルが製作したホラー映画。

## ストーリー
度重なる不幸をフランケンシュタインの呪いと考えた村人たちによって、爆破されるフランケンシュタイン城。しかし、それが引き金となり硫黄の中で眠っていた怪物が目覚め、生きていたイゴール（『フランケンシュタインの復活』〈1939年〉の登場人物で、フランケンシュタイン城に居住する背骨の曲がった男）と共にウォルフ・フランケンシュタインの弟ルドウィグのいる新天地を目指す。
ルドウィグの住む村に辿りつくも、怪物はまた村人と騒ぎを起こす。ルドウィグが怪物の解体を決心したところ、そこに初代フランケンシュタインの幽霊が現れ、怪物が人殺しとなる根源になった犯罪者の脳を正常な脳に入れ替えることを提案する。手術で怪物の脳は入れ替えられるが、その脳は名声欲に駆られた助手のボーマーによって、イゴールのものとすり替えられていた。不死身の体を手に入れたことを喜ぶイゴールは、怪物と血液型が違ったために失明する。怒れる怪物はボーマーを殺害するが、医療器具を倒したことで出火し、ルドウィグ共々炎の中に姿を消すのであった。

## キャスト
- ルドウィグ・フランケンシュタイン（英語版）：セドリック・ハードウィック(吹替:阪脩)
- フランケンシュタインの怪物：ロン・チェイニー・ジュニア
- エリック・エルンスト：ラルフ・ベラミー
- テオドア・ボーマー博士：ライオネル・アトウィル
- イゴール：ベラ・ルゴシ(吹替:辻親八)
- エルサ・フランケンシュタイン：イヴリン・アンカース
- クロエスティン・ハスマン：ジャネット・アン・ガロウ
- ケタリング博士：バートン・ヤーボロー
- マーサ：ドリス・ロイド

※吹き替えはDVD版